# Charles William Morris
|  | Aquest article tracta sobre Charles William Morris (semiòtic nord-americà). Si cerqueu William Morris(dissenyador britànic), vegeu «William Morris». |

Charles William Morris (Denver, Colorado, 23 de maig de 1901 - Gainsville, Florida, 15 de gener de 1979) va ser un filòsof i semiòtic nord-americà. Va dedicar cinquanta anys de la seva vida a la formulació d'una teoria general dels signes, és a dir, a l'establiment d'una concepció global i una estructura terminològica aplicables a tota mena de signes i a la totalitat de funcions i utilitats que aquests puguin adoptar.

## Biografia
Charles William Morris va estudiar a la Northwestern University on va obtindre el títol d'enginyer. A la universitat, intrigat pels problemes de càlcul que afrontava en els seus cursos, s'interessà pel significat dels símbols. Un dels seus professors el va posar en contacte amb la terminologia del psicoanàlisis freudià i l'obra de George Herbert Mead sobre la naturalesa i funció dels símbols en el llenguatge. Per això, estudià a la Universitat de Chicago, sota la direcció del pragmatista George Herbert Mead, de manera que es considera deixeble seu, i on va rebre el seu títol de doctorat en filosofia amb la seva tesi "Symbolism and Reality" el 1925. Allà, també conegué l'obra de Charles Kay Ogden i Ivor Armstrong Richards, publicada el 1923. El seu posterior model triàdic del signe té una semblança amb el model d'Ogden i Richards.
Com pragmatista i fundador de la psicologia social, Morris fou professor al Rice Institute des de 1925 fins a 1931. D'aquí en endavant va retornar als treballs sobre lògica i ciència de Bertrand Russell, Charles Peirce, Rudolf Carnap i Ernst Cassirer. També manté estretes relacions personals amb els lingüistes nord-americans o que hi arriben, com són Edward Sapir, Manuel Andrade, Leonard Bloomfield i Roman Jakobson.
Morris desenvolupà una forma original de pragmatisme que emergí de considerar la semiòtica. Pertany al corrent filosòfic del positivisme lògic del Cercle de Viena, el qual es basa en l'ideal d'unitat de les ciències. Influït pels filòsofs alemanys i austríacs, als quals va ajudar a refugiar-se als Estats Units durant la dècada del 1930, en destaquen els influxos de Rudolf Carnap i els d'Otto Neurath. Organitzà el V i VI Congrés Internacional per la Unitat de la Ciència (Unity of Science Movement).
Va seguir el corrent filosòfic del pragmatisme que havia formulat públicament William James i que desenvolupa John Dewey.
Des del 1931 fins al 1947 fou professor a la Universitat de Chicago. El 1938 publicà "Fundamentos de la teoría de los signos", la qual és la seva primera obra completa sobre semiòtica. El seu interès per donar un estatut científic a la semiòtica el feu submergir-se en la poesia, la música, la pintura, la dansa i el comportament vital (Nietzsche, Dewey i budisme). A partir d'aquell moment escrigué poesia i es veié atret per noves formes de creença religiosa. Del 1948 al 1958, fou lector a la Universitat de Chicago. De 1958 a 1971 fou professor investigador a la Universitat de Florida.
Morris fou membre de l'"American Academy of Arts and Sciences" i president de la Western Division (Divisió Occidental) de l'"American Philosophical Association" de 1936 a 1937. Durant aquesta època fou editor associat de la "International Encyclopedia of Unified Science".
Entre els seus deixebles més apreciats destaca el semiòleg Thomas Sebeok.

## Teoria filosòfica
Des del punt de vista filosòfic, Morris és pragmàtic i positivista. Participa plenament en l'estil de l'empirisme científic, un pensament en el que s'intenta fusionar les tradicions del pragmatisme filosòfic i de l'empirisme lògic. Reconeix la ciència experimental com una font exclusiva de coneixement.
El seu treball semiòtic està influenciat per la lògica i la semiòtica de Charles Sanders Peirce. Mentre Peirce imaginava una filosofia semiòtica basada en les categories universals de la percepció i l'opinió que tot pensament és signe, Morris volia desenvolupar una ciència dels signes sobre una base biològica i amb el marc teòric de la ciència del comportament.
Així doncs, el punt de vista filosòfic de Morris determina el punt de vista semiòtic. Fusiona el model triàdic del signe de Peirce amb la proposta de la caixa negra del conductisme, un corrent filosòfic de base biològica, molt impregnada per un paradigma mecanicista, per desenvolupar la seva teoria semiòtica.
Morris acull la semiòtica com una ciència de dues cares:
1. Per una part, és una ciència en si mateixa. Afirma que la semiòtica pot ser la disciplina unificadora de les ciències humanes en general.
2. Per una altra part, és un instrument de la ciència, és a dir, tota la ciència utilitza i s'expressa amb signes. D'aquesta manera, la semiòtica s'ubica com a part fonamental d'una meta-ciència (ciència de les ciències).

Per la seva relació amb Rudolf Carnap, pot aproximar-se al positivisme lògic del Cercle de Viena desenvolupant una forma original de pragmatisme aplicat principalment a la semiòtica.

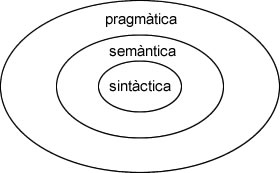
Relació entre els diferents elements de la tricotomia

A la seva dedicació a la semiòtica, Morris emfatitza el tema en una tricotomia:
1. La dimensió sintàctica: relacions formals dels signes entre si.
2. La dimensió semàntica: relacions de significat entre signe i referent.
3. La dimensió pragmàtica: relacions significants del signe amb l'intèrpret.

Coherentment amb la tricotomia, Morris també planteja una tripartició del signe lingüístic en tres dimensions:
1. La dimensió del vehicle sígnic
2. La dimensió del designatum
3. La dimensió de l'interpretant

Aquesta estructura apareix per primera vegada en el seu llibre "Fundamentos de una teoría de los signos".
Charles William Morris és considerat un dels fundadors de la "teoría de los signes" essent considerat el seu primer projecte complet d'una semiòtica, obra que ha estat una filosofia del llenguatge.

## Teoria semiòtica
Per Charles William Morris, l'ésser humà és essencialment un animal simbòlic, idea adquirida d'Ernst Cassirer. Per tant, considera que un estudi sistemàtic i exhaustiu dels signes constitueix un requisit fonamental per la comprensió de l'home. També reconeix que els animals utilitzen signes, encara que d'una naturalesa menys complexa i elaborada. La semiosi és el procés que permet que alguna cosa pugui operar com a signe. Amb això, a Morris li interessa determinar quines són les condicions per l'existència del signe.
Seguint un model triàdic, Morris defineix el signe com "alguna cosa que fa referència a alguna cosa per algú". Això implica tres components anteriorment anomenats: El vehicle sígnic o la manifestació material del signe, el designatum o allò a què fa referència i l'interpretant o l'efecte que produeix en determinat intèrpret.
En l'economia, anomena al vehicle sígnic com a signe. Introdueix un element de naturalesa diferent, l'intèrpret, que és l'individu que rep i interpreta el signe (no s'ha de confondre l'intèrpret amb l'interpretant, ja que aquest últim és l'efecte d'un signe d'algú que la llegeix o la compren). Per evitar la introducció d'àmbits metafísics, introdueix un element addicional, el denotatum (O), per donar compte d'aquells designatum sense referent real.
A partir d'aquests elements, es poden evidenciar tres dimensions semiòtiques:
1. Quan el signe entra en relació amb el seu designatum (S-D), es parla d'una dimensió semàntica. El signe, en relació amb el seu interpretant (S-I), constitueix una dimensió pragmàtica.
2. El signe, en relació amb altres signes (S-S), forma la dimensió sintàctica.
3. La relació entre el signe i el denotatum (S-O) també forma part de la dimensió semàntica, encara que de naturalesa diferent. Aquestes mateixes relacions i dimensions es manifesten en el llenguatge.

Per referir-se a aquestes relacions, suggereix restringir certs termes:
- La dimensió semàntica designa o denota
- La dimensió sintàctica implica
- La dimensió pragmàtica expressa

L'existència del signe exigeix tres condicions (segons la lectura que Juan Magariños de Morentín fa de Morris):
1. presència: condició que alguna cosa fa referència a una altra cosa (la cosa no pot ser signe de si mateixa)
2. absència: condició que hi ha alguna cosa referenciada (que pot tenir existència real, encara que no necessàriament concreta)
3. eficàcia: condició de produir un efecte (per Morris és el comportament evident)

### Charles Sanders Peirce
Charles Sanders Peirce va ser un filòsof, lògic i científic nord-americà. És considerat el fundador del pragmatisme i el pare de la semiòtica moderna.
Primera diferència
Per Peirce, la ciència consisteix en una activitat social. La ciència és una investigació autocontrolada, responsable i autocorrectiva portada a terme per homes i dones reals sota un mateix principi de cooperació amb vistes a la consecució de la veritat. En altres paraules, la ciència és un procés viu encarnat en un grup d'investigadors i animat per un intens desig de descobrir com són les coses realment, per un gran desig d'aprendre la veritat. Per Morris, la ciència és una font exclusiva de coneixement.
Segona diferència
Per Peirce, els signes no són només els que estan en el nostre discurs en lloc de les coses, sinó que són els que en conèixer-lo ens fan conèixer alguna cosa més. Imaginava una filosofia semiòtica basada en les categories universals de la percepció i l'opinió que tot pensament és signe.
En paràgrafs anteriors comento que Morris defineix el signe com alguna cosa que fa referència a alguna cosa per algú. Volia desenvolupar una ciència dels signes sobre una base biològica i amb el marc teòric de la ciència del comportament.
Tercera diferència
Per Peirce, tota síntesis proposicional implica una relació significativa, una semiosis (l'acció del signe), en la que s'articulen tres elements:
1. El signe: alguna cosa que està per algú en el lloc d'alguna cosa sota algun aspecte o capacitat.
2. L'objecte: allò per al que està el signe, allò que representa
3. L'interpretant: signe equivalent o més desenvolupat que el signe original, causat per aquest signo original en la ment de qui l'interpreta.

Aquest últim element converteix la relació de la significació en una relació triàdica, ja que:
- El signe està entre l'objecte i l'interpretant
- L'interpretant relaciona el signe i l'objecte
- L'objecte fon la relació entre el signe i l'interpretant

Existeixen 3 classes de signes:
1. Les semblances o icones: serveixen per transmetre idees de les coses que representen imitant-les
2. Les indicacions o index: mostren alguna cosa sobre les coses per estar físicament connectades amb elles
3. Els signes generals o símbols: són associats amb el seu significat pel seu ús.

Els símbols denoten una classe de coses i creixen, ja que arriben a existir mitjançant el desenvolupament d'altres símbols, que tenen part de semblança i de símbol.
Tal com he comentat anteriorment, Morris també planteja una tripartició del signe lingüístic en tres dimensions:
1. vehicle sígnic (S): manifestació material del signe, el que actua com a signe
2. designatum (D): el designat per aquest vehicle sígnic, allò a què el signe fa referència
3. interpretant (I): conducta observable que desencadena en el receptor, l'efecte que produeix en determinat l'intèrpret.

A partir d'aquests elements, es poden evidenciar tres dimensions semiòtiques:
1. Quan el signe entra en relació amb el seu designatum (S-D), es parla d'una dimensió semàntica. El signe, en relació amb el seu interpretant (S-I), constitueix una dimensió pragmàtica.
2. El signe, en relació amb altres signes (S-S), forma la dimensió sintàctica.
3. La relació entre el signe i el denotatum (S-O) també forma part de la dimensió semàntica, encara que de naturalesa diferent.

Per referir-se a aquestes relacions, suggereix restringir certs termes:
- La dimensió semàntica designa o denota
- La dimensió sintàctica implica
- La dimensió pragmàtica expressa

## Principals obres

### Semiòtica
- Foundations of the Theory of Signs (Fonaments de la Teoria dels signes) - 1938
- Signs, Language, and Behavior (Signes, llenguatge i conducta) - 1946
- Signification and Significance (Significació i significança) - 1964
- Writings on the General Theory of Signs (Escrits sobre una teoria general dels signes) - 1971

### Filosofia
- Six Theories of Mind (Seis teorías de la mente) - 1932
- Mind, Self, and Society (Ment, ànima i societat) - 1934
- Logical Positivism, Pragmatism, and Scientific Empiricism (Positivisme lògic, pragmatisme i empirisme científic) - 1937
- Paths of Life: Preface to a World Religion (Pistes de vida: Prefaci a una religió mundial) - 1942
- The Open Self (L'ànima oberta) - 1948
- Varieties of Human Value (Varietats de valor humà) - 1956
- The Pragmatic Movement in American Philosophy (El moviment pragmàtic en la filosofia nord-americana) - 1970[8]